# Großsteingräber bei Vethem
Die Großsteingräber bei Vethem waren vermutlich sieben megalithische Grabanlagen der jungsteinzeitlichen Trichterbecherkultur bei Vethem, einem Ortsteil von Walsrode im Landkreis Heidekreis (Niedersachsen). Sie wurden in den 1830er Jahren zerstört. Ihre genauen Standorte sind nicht überliefert. Auch über Ausrichtung, Maße und Grabtyp liegen keine näheren Informationen vor.